# Parafia St. John the Baptist (Luizjana)
Parafia St. John the Baptist (ang. St. John the Baptist Parish) – parafia cywilna w stanie Luizjana w Stanach Zjednoczonych. Obszar całkowity parafii obejmuje powierzchnię 347,64 mil2 (900,38 km²). Według danych z 2010 r. parafia miała 45 824 mieszkańców. Parafia powstała w 1807 roku i nosi imię Jana Chrzciciela.

## Sąsiednie parafie
- Parafia Tangipaho (północ)
- Parafia St. Charles (południowy wschód)
- Parafia Lafourche (południe)
- Parafia St. James (zachód)
- Parafia Ascension (zachód)
- Parafia Livingston (północny zachód)

## CDP
- Edgard
- Garyville
- Laplace
- Pleasure Bend
- Reserve
- Wallace